# Noricum
Noricum is de (Latijnse) naam die in de oudheid gebruikt werd voor een Romeinse provincie in het Romeinse Rijk. De provincie werd in het noorden begrensd door de Donau, in het westen door Raetia en Vindelicia, in het oosten door de provincie Pannonië en in het zuiden door nog een stukje Pannonië, Italië en Dalmatia. Het komt grosso modo overeen met het huidige Noord-Slovenië, Stiermarken en Karinthië en een deel van Oostenrijk, namelijk ten oosten van Wenen, Beieren en Salzburg.

## Bevolking
De oorspronkelijke bewoners waren Illyriërs die, na de grote emigraties van de Kelten uit Gallië, onderworpen waren aan die Keltische koningen. De belangrijkste stam in het gebied was de Taurisci, die waarschijnlijk overeenkomen met wat de Romeinen de Norici noemden, naar hun hoofdstad Noreia (volgens sommigen het huidige Neumarkt). Het gebied was bergachtig en de grond was niet vruchtbaar genoeg, maar de regio had een rijke voorraad aan ijzer. Daarom leverden de Norici de grondstoffen voor de wapenaanmaak in Pannonia, Noord-Italië, maar ook in het verder gelegen Moesia. Het staal (Het norische staal) was beroemd om zijn kwaliteit en werd veel gebruikt voor de Romeinse wapenfabrieken. Horatius vermeldt in zijn Odes (nl. i. 16. o) "Noricus ensis".

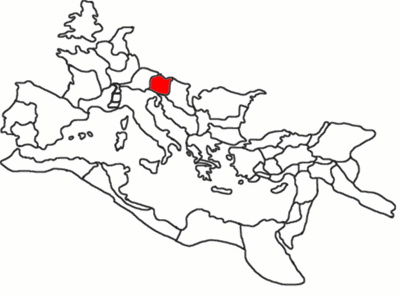
Noricum in het Romeinse Rijk

De bewoners waren dappere en oorlogszuchtige mensen, die meer aandacht besteedden aan veeteelt dan aan landbouw (hun terrein verplichtte hen daartoe). Het duurde nog tot de Romeinen het gebied in bezit namen dat de vruchtbaarheid kunstmatig werd verhoogd, door moerassen droog te leggen en bossen om te kappen. Goud en zout waren ook in grote hoeveelheden aanwezig. Een plant, saliunca genaamd, groeide er rijkelijk en werd door de Romeinen begeerd, die er parfum van maakten (Plinius de Oudere maakte hiervan melding in zijn werk Naturalis Historia, xxi. 20.43)

## Geschiedenis
Noricum was de zuidelijkste voorpost van de noordelijke Kelten en daarom een uitstekende uitvalspost voor de aanvallen op Italië. Daarom is het ook in Noricum dat we bijna alle Keltische stammen terugvinden. Archeologen toonden in het verleden al aan dat er al eeuwen voor de Romeinse beschaving een grootse beschaving aanwezig was. Sporen daarvan zijn vooral te vinden in Hallstatt, op nog geen 40 km van Noreia. De vondsten in de graven daar waren zo belangrijk, dat men de cultuur van de Kelten de Hallstattcultuur is gaan noemen. De graven in Hallstatt bevatten wapens en juwelen uit de bronstijd, langs een overgangsperiode naar de volle ontwikkelde ijzertijd. Ridgeway maakte een goede studie over zijn theorie dat de volkeren die in Noricum en de omliggende landen leefden de inspiratiebron zouden geweest zijn van de Homerische Achaeërs.
Lange tijd bleef Noricum onafhankelijk (onder een prins) en bleven zij handel voeren met de Romeinen, maar de Romeinen zagen de Donau als natuurlijke grens voor hun rijk. Noricum was dus 'gedoemd' om Romeins te worden. De regio komt voor het eerst voor toen ze in 48 v.Chr. de kant koos van Julius Caesar (100 v.Chr.-44 v.Chr.) tijdens de burgeroorlog tegen Pompeius (106 v.Chr.-48 v.Chr.). Daarna verkoos Noricum om samen met Pannonia mee aan te vallen tegen de Romeinen, toen die in 16 v.Chr. Histria binnenvielen. De Kelten werden verslagen door Publius Silius, proconsul van Illyricum, nog in datzelfde jaar. Vanaf dan werd Noricum officieel een provincie, maar in de praktijk bleef het een koninkrijk met de titel Regnum Noricum. De koning stond onder controle van een keizerlijke procurator. 
Rond het jaar 40 was het koninkrijk Noricum volledig in het Romeinse Rijk opgenomen, door keizer Claudius (10 v.Chr.-54 n.Chr.).
Pas tijdens de regering van Antoninus Pius werd legioen II Pia (nadien Italica genoemd) in Noricum geplaatst en was de commandant de gouverneur. 
Noricum leed in de 2e helft van de tweede eeuw onder de verwoestingen van de Markomannenoorlogen. Onder keizer Marcus Aurelius werd het 2e Italiaanse Legioen er gestationeerd aan de monding van de Enns. Hun commandant was ook provinciaal gouverneur met zetel in Lauriacum of Ovilava, terwijl de financiële administratie haar zetel in Virunum behield.
De hervormingen die keizer Diocletianus (284-311) doorvoerde brachten aanzienlijke veranderingen met zich mee in het leger en de administratieve organisatie van de provincie. Na de onrust van de keizerlijke soldatenperiode versterkte Diocletianus de grensbewaking opnieuw. Een extra legioen werd opgericht voor Noricum, het Legio I Noricorum, dat werd gestationeerd in Adiuvense (Ybbs/Donau of Wallsee) en Favianis (Mautern/Donau). 

## Inrichting
Keizer Diocletianus (245-313) verdeelde de provincie in twee delen, met als scheiding tussen noord en zuid de Mur:
- Noricum ripens (langs de Donau)
- Noricum mediterranea (het zuidelijke bergachtige deel)

Beide delen stonden onder leiding van een praeses en beide behoorden ze tot het dioces van Illyria en het prefecturaat van Italië.

### Steden
De belangrijkste Romeinse kolonies waren:
- Aguntum (nabij Lienz), Noricum Ripens
- Virunum (het huidige Maria Saal), Noricum Ripens
- Clagenfurtum (Klagenfurt), Noricum Ripens
- Ovilava (Wels), Noricum Ripens
- Celeia (Celje), Noricum Mediterraneum
- Poetovio (Ptuj), Noricum Mediterraneum
- Juvavum (Salzburg), Noricum Ripens
- Lauriacum (Lorch, aan de monding van de Enns, het antieke Anisus), Noricum Ripens
- Neviodunum (Drnovo), Noricum Mediterraneum
- Voorbeeld van een kleinere nederzetting: Flavia Solva.

Achaea · Alexandria et Aegyptus · Africa · Alpes Cottiae · Alpes Maritimae · Alpes Poeninae · Arabia Petraea · Armenia Inferior · Asia · Britannia · Cappadocia · Cilicia · Corsica · Creta · Cyprus · Cyrenaica · Dacia · Dalmatia · Epirus · Galatia · Gallia (Aquitania · Belgica · Lugdunensis · Narbonensis) · Germania (Inferior · Superior) · Hispania (Baetica · Lusitania · Tarraconensis) · Italia · Iudaea · Lycaeonia · Lycia · Macedonia · Mauretania (Caesariensis · Tingitana) · Moesië (Inferior · Superior) · Noricum · Numidia · Pannonia (Inferior · Superior) · Pamphylia · Pisidia · Pontus et Bithynia · Raetia · Sardinia · Sicilia · Syria · Thracia

Tijdelijke bezettingen: Germania (7-9 n.Chr.) · Armenia (114-117 n.Chr.) · Assyria (116-117 n.Chr.) · Mesopotamia (115-117 n.Chr.)